# جورج ماكليود (سياسي)
جورج ماكليود هو نقابي وسياسي أسترالي، ولد في 2 يوليو 1884 في Kapunda ‏ في أستراليا، وتوفي في 22 أغسطس 1919 في كالغورلي في أستراليا بسبب ذات الرئة. نشط حزبياً في حزب العمال الأسترالي ‏. وقد انتخب عضو الجمعية التشريعية لأستراليا الغربية ‏.